# Spathius curvicaudis
Spathius curvicaudis är en stekelart som beskrevs av Julius Theodor Christian Ratzeburg 1844. Spathius curvicaudis ingår i släktet Spathius och familjen bracksteklar. Arten är reproducerande i Sverige. Inga underarter finns listade i Catalogue of Life.